# آلبیر
البیرس (به فرانسوی: Albières) یک کامین در فرانسه است که در Canton of Mouthoumet واقع شده‌است.

## خصوصیات
البیرس ۱۷٫۲۵ کیلومترمربع مساحت و ۹۸ نفر جمعیت دارد و ۴۵۰ متر بالاتر از سطح دریا واقع شده‌است.